# タイム誌の表紙を飾った人物の一覧 (1940年代)
タイム誌の表紙を飾った人物の一覧 (1940年代)（タイムしのひょうしをかざったじんぶつのいちらん 1940ねんだい）は、1940年代に『タイム』誌の表紙を飾った人物の一覧である。『タイム』誌の創刊は1923年である。同誌がアメリカ合衆国を代表するニュース雑誌としての地位を確立するにつれ、その表紙に登場することは、その人物の特筆性、名声、あるいは、悪名の証しであると考えられるようになっていった。表紙に登場した人物については、特集記事が組まれるのが例となっていた。
| タイム誌の表紙を飾った人物の一覧                                                                   |
| -------------------------------------------------------------------------------------------------- |
| 1920年代-1930年代-1940年代 1950年代-1960年代-1970年代-1980年代-1990年代 2000年代-2010年代-2020年代 |

## 1940年
- 1月1日 –  ヨシフ・スターリン (Joseph Stalin)、マン・オブ・ザ・イヤー (Man of the Year)
- 1月8日 –  コーデル・ハル (Cordell Hull)
- 1月15日 –  ハリファックス伯爵 (Viscount Halifax)
- 1月22日 –  ラウリッツ・メルヒオール (Lauritz Melchior)
- 1月29日 –  ロバート・A・タフト (Robert A. Taft)
- 2月5日 –  マンネルヘイム男爵 (Baron Mannerheim)
- 2月12日 –  エーヴ・キュリー (Ève Curie)
- 2月19日 –  ジョン・H・リーヴァイ (John H. Levi)
- 2月26日 –  トマス・E・デューイ (Thomas E. Dewey)
- 3月4日 –  米内光政 (Mitsumasa Yonai)
- 3月11日 –  ジェローム・フランク (Jerome Frank)
- 3月18日 –  ミッキー・ルーニー (Mickey Rooney)
- 3月25日 –  エイモン・デ・ヴァレラ (Éamon de Valera)
- 4月1日 –  ヘルマン・ゲーリング (Hermann Göring)
- 4月8日 –  ベニート・ムッソリーニ (Benito Mussolini)
- 4月15日 –  バートン・K・ウィーラー (Burton K. Wheeler)
- 4月22日 –  ダドリー・パウンド (Dudley Pound)
- 4月29日 –  グスタフ5世 (スウェーデン王) (King Gustav V)
- 5月6日 –  ジョゼフ・N・ピュー・ジュニア (Joseph N. Pew, Jr.)
- 5月13日 –  ニコラウス・フォン・ファルケンホルスト (Nikolaus von Falkenhorst)
- 5月20日 –  レオポルド3世 (ベルギー王) (King Leopold III)
- 5月27日 –  アーサー・バラット (Arthur Barratt) とパトリック・プレイフェア (Patrick Playfair)
- 6月3日 –  マキシム・ウェイガン (Maxim Weygand)
- 6月10日 –  フランクリン・ルーズベルト (Franklin D. Roosevelt)
- 6月17日 –  ポール・レノー (Paul Reynaud)
- 6月24日 –  ベニート・ムッソリーニ (Benito Mussolini) とピエトロ・バドリオ (Pietro Badoglio)
- 7月1日 –  リチャードソン提督 (Admiral Richardson)
- 7月8日 –  フィリップ・ヘンリー・カー (Philip Henry Kerr)
- 7月15日 –  ヴャチェスラフ・モロトフ (Vyacheslav Molotov)
- 7月22日 –  近衛文麿 (Fumimaro Konoe)
- 7月29日 –  ジョージ・マーシャル (George Marshall)
- 8月5日 –  サー・アラン・F・ブルック (Sir Alan F. Brooke)
- 8月12日 –  ジェトゥリオ・ヴァルガス (Getúlio Vargas)
- 8月19日 –  ウィリアム・アレン・ホワイト (William Allen White)
- 8月26日 –  エアハルト・ミルヒ (Erhard Milch)
- 9月2日 –  アスローン伯爵 (Earl of Athlone)
- 9月9日 –  ジョー・マーティン (Joe Martin)
- 9月16日 –  ビーヴァーブルック卿 (Lord Beaverbrook)
- 9月23日 –  ヘンリー・A・ウォレス (Henry A. Wallace)
- 9月30日 –  ウィンストン・チャーチル (Winston Churchill)
- 10月7日 –  ウィリアム・S・ヌードセン (William S. Knudsen)
- 10月14日 –  アーチボルド・ウェーヴェル (初代ウェーヴェル伯爵) (Archibald Wavell, 1st Earl Wavell)
- 10月21日 –  ウェンデル・ウィルキー (Wendell Willkie)
- 10月28日 –  エセル・マーマン (Ethel Merman)
- 11月4日 –  ゲオルギオス2世 (ギリシャ王) (King George II)
- 11月11日 –  トマス・ホルコム (Thomas Holcomb)
- 11月18日 –   レオポルド・ストコフスキー (Leopold Stokowski)
- 11月25日 –  ケネス・ロバーツ (Kenneth Roberts)
- 12月2日 –  シドニー・ヒルマン (Sidney Hillman)
- 12月9日 –  マヌエル・アビラ・カマチョ (Manuel Ávila Camacho)
- 12月16日 –  アレクサンドロス・パパゴス (Alexander Papagos)
- 12月23日 –  マルティン・ニーメラー (Martin Niemöller)
- 12月30日 –   リリー・ポンス (Lily Pons)

## 1941年
- 1月6日 –  ウィンストン・チャーチル (Winston Churchill)、マン・オブ・ザ・イヤー (Man of the Year)
- 1月13日 –  ジェシー・H・ジョーンズ (Jesse Jones)
- 1月20日 –  ボリス3世 (ブルガリア王) (King Boris III)
- 1月27日 –  フィリップ・マレー (Philip Murray)
- 2月3日 –  ガートルード・ローレンス (Gertrude Lawrence)
- 2月10日 –  アントン・J・カールソン (Anton J. Carlson)
- 2月17日 –  アンドルー・カニンガム (Andrew Cunningham)
- 2月24日 –  ドナルド・M・ネルソン (Donald M. Nelson)
- 3月3日 –  ゲイリー・クーパー (Gary Cooper)
- 3月10日 –  ガストン・アンリ＝エイ (Gaston Henry-Haye)
- 3月17日 –  ヘンリー・フォード (Henry Ford)
- 3月24日 –  ヴィルヘルム・リスト (Wilhelm List)
- 3月31日 –  エモリー・スコット・ランド (Emory Scott Land)
- 4月7日 –  ビング・クロスビー (Bing Crosby)
- 4月14日 –  アドルフ・ヒトラー (Adolf Hitler)
- 4月21日 –  ドゥシャン・シモヴィッチ (Dušan Simović)
- 4月28日 –  サー・パーシー・ノーブル (Sir Percy Noble)
- 5月5日 –  ラモン・S・カスティーリョ (Ramon S. Castillo)
- 5月12日 –  レオン・ヘンダーソン (Leon Henderson)
- 5月19日 –  イスメト・イノニュ (Ismet Inonu)
- 5月26日 –  フランソワ・ダルラン (François Darlan)
- 6月16日 –  陳誠 (Chen Cheng)
- 6月23日 –  ジャック・タワーズ (Jack Towers)
- 6月30日 –  セミョーン・チモシェンコ (Semyon Timoshenko)
- 7月7日 –  松岡洋右 (Yosuke Matsuoka)
- 7月14日 –  ヴィルヘルム・カイテル (Wilhelm Keitel)
- 7月21日 –  クロード・ウィッカード (Claude Wickard)
- 7月28日 –  サー・チャールズ・ポータル (Sir Charles Portal)
- 8月4日 –  シャルル・ド・ゴール (Charles de Gaulle)
- 8月11日 –  サムナー・ウェルズ (Sumner Welles)
- 8月18日 –  フベルトゥス・J・ファン・モーク (Hubertus J. van Mook)
- 8月25日 –  ヘンリー・L・スティムソン (Henry L. Stimson)
- 9月1日 –  フランク・マックスウェル・アンドリューズ (Frank Maxwell Andrews)
- 9月8日 –  レザー・シャー・パフラヴィー (Riza Shah Pahlevi)
- 9月15日 –  ハロルド・L・イケス (Harold L. Ickes)
- 9月22日 –  野村吉三郎 (Kichisaburō Nomura)
- 9月20日 –  ジョー・ルイス (Joe Louis)
- 10月6日 –  ロバート・E・ウッド (Robert E. Wood)
- 10月13日 –  セミョーン・ブジョーンヌイ (Semyon Budyonny)
- 10月20日 –  フレデリック・ボウヒル (Frederick Bowhill)
- 10月27日 –  ヨシフ・スターリン (Joseph Stalin)
- 11月3日 –  東條英機 (Hideki Tōjō)
- 11月10日 –  リタ・ヘイワース (Rita Hayworth)
- 11月17日 –  リューベン・フリート (Reuben Fleet)
- 11月24日 –  トーマス・C・ハート (Thomas C. Hart)
- 12月1日 –  サー・クロード・オーキンレック (Sir Claude Auchinleck)
- 12月8日 –  フェードア・フォン・ボック (Fedor von Bock)
- 12月15日 –  ハズバンド・E・キンメル (Husband E. Kimmel)
- 12月22日 –  山本五十六 (Isoroku Yamamoto)
- 12月29日 –  ダグラス・マッカーサー (Douglas MacArthur)

## 1942年
- 1月3日 –  フランクリン・ルーズベルト (Franklin D. Roosevelt)、マン・オブ・ザ・イヤー (Man of the Year)
- 1月12日 –  ヘンリー・ロイズ・パウナル (Henry Royds Pownall)
- 1月19日 –  オズヴァルド・アラニャ (Oswaldo Aranha)
- 1月26日 –  ハイン・テル・ポールテン (Hein ter Poorten)
- 2月2日 –  カール・デーニッツ (Karl Dönitz)
- 2月9日 –  ロバート・A・ラヴェット (Robert A. Lovett)
- 2月16日 –  ボリス・シャポシニコフ (Boris Shaposhnikov)
- 2月23日 –  ラインハルト・ハイドリヒ (Reinhard Heydrich)
- 3月2日 –  山下奉文 (Tomoyuki Yamashita)
- 3月9日 –  コンラッド・エミル・ランバート・ヘルフリッヒ (Conrad Emil Lambert Helfrich)
- 3月16日 –  リンリスゴー侯爵 (Lord Linlithgow)
- 3月23日 –  ヘンリー・フォード (Henry Ford)
- 3月30日 –  ダグラス・マッカーサー (Douglas MacArthur)
- 4月6日 –  エセキエル・ペニャローサ (Ezequiel Padilla)
- 4月13日 –  サー・スタッフォード・クリップス (Sir Stafford Cripps)
- 4月20日 –  エーリヒ・レーダー (Erich Raeder)
- 4月27日 –  ピエール・ラヴァル (Pierre Laval)
- 5月4日 –  ルイス・H・ブレルトン (Lewis H. Brereton)
- 5月11日 –  マクシム・リトヴィノフ (Maxim Litvinoff)
- 5月18日 –  チェスター・W・ニミッツ (Chester Nimitz)
- 5月25日 –  ドラジャ・ミハイロヴィッチ (Draja Mihailovich)
- 6月1日 –  蔣介石 (Chiang Kai-shek)
- 6月8日 –  ルイス・マウントバッテン卿 (Lord Louis Mountbatten)
- 6月15日 –  ブレホン・B・ソマーヴェル (Brehon B. Somervell)
- 6月22日 –  ヘンリー・"ハップ"・アーノルド (Henry 'Hap' Arnold)
- 6月29日 –  フランツ・ハルダー (Franz Halder)
- 7月6日 –  アメリカ合衆国の国旗 (Flag of the United States)
- 7月13日 –  エルヴィン・ロンメル (Erwin Rommel)
- 7月20日 –  ドミートリイ・ショスタコーヴィチ (Dmitri Shostakovich)
- 7月27日 –  セミョーン・チモシェンコ (Semyon Timoshenko)
- 8月3日 –  板垣征四郎 (Seishirō Itagaki)
- 8月10日 –  マクノートン将軍 (General McNaughton)
- 8月17日 –  ロバート・L・ゴームレー (Robert L. Ghormley)
- 8月24日 –  ジャワハルラール・ネルー (Jawaharlal Nehru)
- 8月31日 –  ゲルト・フォン・ルントシュテット (Gerd von Rundstedt)
- 9月7日 –  フランク・ノックス (Frank Knox)
- 9月14日 –   ハロルド・アレグザンダー (Harold Alexander)
- 9月21日 –  フェードア・フォン・ボック (Fedor von Bock)
- 9月28日 –  ウィリアム・フランシス・ギブス (William Francis Gibbs)
- 10月5日 –  ポール・V・マクナット (Paul V. McNutt)
- 10月12日 –  エドワード・J・フリン (Edward J. Flynn)
- 10月19日 –  ジョージ・マーシャル (George C. Marshall)
- 10月26日 –  ゴート子爵 (Viscount Gort)
- 11月2日 –  ヴァンデグリフト将軍 (General Vandegrift)
- 11月9日 –  サー・アーサー・テダー (Sir Arthur Tedder)
- 11月16日 –  ドワイト・D・アイゼンハワー (Dwight D. Eisenhower)
- 11月23日 –  ジェームズ・H・ドーリットル (James H. Doolittle)
- 11月30日 –  ウィリアム・ハルゼー・ジュニア (William Halsey, Jr.)
- 12月7日 –  アーネスト・J・キング (Ernest J. King)
- 12月14日 –  ゲオルギー・ジューコフ (Georgy Zhukov)
- 12月21日 –  キャサリン・コーネル (Katharine Cornell)、 ジュディス・アンダーソン (Judith Anderson)、 ルース・ゴードン (Ruth Gordon)
- 12月28日 –  レスリー・J・マクネア (Lesley J. McNair)

## 1943年
- 1月4日 –  ヨシフ・スターリン (Joseph Stalin)、マン・オブ・ザ・イヤー (Man of the Year)
- 1月11日 –  ジェームズ・F・バーンズ (James F. Byrnes)
- 1月18日 –  ジョージ・ケニー (George Kenney)
- 1月25日 –  ヘンリー・モーゲンソウ・ジュニア (Henry Morgenthau, Jr.)
- 2月1日 –  モントゴメリー将軍 (General Montgomery)
- 2月8日 –  アンソニー・イーデン (Anthony Eden)
- 2月15日 –  永野修身 (Osami Nagano)
- 2月22日 –  フィリップ・ゴリコフ (Filipp Golikov)
- 3月29日 –  蔣介石夫人（宋美齢：Madame Chiang Kai-shek)
- 3月8日 –  ハリー・S・トルーマン (Harry S. Truman)
- 3月15日 –  エルマー・デイヴィス (Elmer Davis)
- 3月22日 –  カール・アンドリュー・スパーツ (Carl Andrew Spaatz)
- 3月29日 –  アンリ・ジロー (Henri Giraud)
- 4月5日 –  サー・トーマス・ビーチャム (Sir Thomas Beecham)
- 4月12日 –  ジョージ・S・パットン (George S. Patton)
- 4月19日 –  マヌエル・アビラ・カマチョ (Manuel Ávila Camacho)
- 4月26日 –  ジョン・W・ブリッカー (John W. Bricker)
- 5月3日 –  ケネス・A・N・アンダーソン (Kenneth A. N. Anderson)
- 5月10日 –  カール・デーニッツ (Karl Dönitz)
- 5月17日 –  ハロルド・リー・ジョージ (Harold Lee George)
- 5月24日 –  サー・アンドルー・カニンガム (Sir Andrew Cunningham)
- 5月31日 –  グスタフ6世アドルフ (スウェーデン王) (Gustaf VI)
- 6月7日 –  サー・アーサー・T・ハリス (Sir Arthur T. Harris)
- 6月14日 –  ハロルド・D・スミス (Harold D. Smith)
- 6月21日 –  ベニート・ムッソリーニ (Benito Mussolini)
- 6月28日 –  バーナード・バルーク (Bernard Baruch)
- 7月5日 –  アレクサンドル・ヴァシレフスキー (Aleksandr Vasilevsky)
- 7月12日 –  シュクリュ・サラジオウル (Sukru Saracoglu)
- 7月19日 –  ウォルター・ジョージ (Walter George)
- 7月26日 –  ジョージ・S・パットン (George S. Patton)
- 8月2日 –  イングリッド・バーグマン (Ingrid Bergman)
- 8月9日 –  テリー・デ・ラ・メサ・シニア (Terry de la Mesa Allen, Sr.)
- 8月16日 –   ピウス12世 (ローマ教皇) (Pius XII)
- 8月23日 –  コンスタンチン・ロコソフスキー (Konstantin Rokossovsky)
- 8月30日 –  アイラ・エーカー将軍 (General Ira Eaker)
- 9月6日 –  ポール・ホフマン (Paul Hoffman)
- 9月13日 –  ドワイト・D・アイゼンハワー (Dwight D. Eisenhower)
- 9月20日 –   ボブ・ホープ (Bob Hope)
- 9月27日 –  サム・レイバーン (Sam Rayburn)
- 10月4日 –  マーク・W・クラーク (Mark W. Clark)
- 10月11日 –  ハインリヒ・ヒムラー (Heinrich Himmler)
- 10月18日 –  フランシスコ・フランコ (Francisco Franco)
- 10月25日 –  ヴャチェスラフ・モロトフ (Vyacheslav Molotov)
- 11月1日 –  トマス・E・デューイ (Thomas E. Dewey)
- 11月8日 –  古賀峯一 (Mineichi Koga)
- 11月15日 –  ジョン・J・パーシング (John J. Pershing)
- 11月22日 –  ドナルド・W・ダグラス (Donald W. Douglas)
- 11月29日 –  フランクリン・ルーズベルト (Franklin D. Roosevelt)
- 12月6日 –  クレア・L・シェンノート (Claire L. Chennault)
- 12月13日 –  チャールズ・エドワード・ウィルソン (Charles Edward Wilson)
- 12月20日 –  グリア・ガースン (Greer Garson)
- 12月27日 –  セルギイ1世 (モスクワ総主教) (Sergius I)

## 1944年
- 1月3日 –  ジョージ・マーシャル (George Marshall)、マン・オブ・ザ・イヤー (Man of the Year)
- 1月10日 –  エーリッヒ・フォン・マンシュタイン (Erich von Manstein)
- 1月17日 –  オヴィータ・カルプ・ホビー (Oveta Culp Hobby)
- 1月24日 –  ジミー・デュランテ (Jimmy Durante)
- 1月31日 –  アール・ウォーレン (Earl Warren)
- 2月7日 –  リッチモンド・K・ターナー (Richmond K. Turner)
- 2月14日 –  ハリソン・E・スパングラー (Harrison E. Spangler)
- 2月21日 –  ホーランド・スミス (Holland Smith)
- 2月28日 –  ヘンリー・メイトランド・ウィルソン (初代ウィルソン男爵) (Henry Maitland Wilson, 1st Baron Wilson)
- 3月6日 – ジョージ6世 (イギリス王) (King George VI)
- 3月13日 –  トム・コナリー (Tom Connally)
- 3月20日 –  ニコライ・ヴォロノフ (Nikolai Voronov)
- 3月27日 –  ヤン・マサリク (Jan Masaryk)
- 4月3日 –  ヴァネヴァー・ブッシュ (Vannevar Bush)
- 4月10日 –  レヴェレット・サルトンストール (Leverett Saltonstall)
- 4月17日 –  シリル・ガーベット (Cyril Garbett)
- 4月24日 –  ジョン・カーティン (John Curtin)
- 5月1日 –  オマール・ブラッドレー (Omar Bradley)
- 5月8日 –  ジョナサン・メイヒュー・ウェインライト4世 (Jonathan Mayhew Wainwright IV)
- 5月15日 –  アレクサンダー・フレミング (Alexander Fleming)
- 5月22日 –  ヤン・C・スマッツ (Jan C. Smuts)
- 5月29日 –  シャルル・ド・ゴール (Charles de Gaulle)
- 6月5日 –  サー・ハロルド・アレグザンダー (Sir Harold Alexander)
- 6月12日 –  カール・アンドリュー・スパーツ (Carl Andrew Spaatz)
- 6月19日 –  ドワイト・D・アイゼンハワー (Dwight D. Eisenhower)
- 6月26日 –  レイモンド・A：スプルーアンス (Raymond A. Spruance)
- 7月3日 –  嶋田繁太郎 (Shigetarō Shimada)
- 7月10日 –  バーナード・ロー・モントゴメリー (初代アラメインのモントゴメリー子爵) ( Bernard Law Montgomery, 1st Viscount Montgomery of Alamein)
- 7月17日 –  アーニー・パイル (Ernie Pyle)
- 7月24日 –  シドニー・ヒルマン (Sidney Hillman)
- 7月31日 –  アレクサンドル・ノヴィコフ (Alexander Novikov)
- 8月7日 –  ハインツ・グデーリアン (Heinz Guderian)
- 8月14日 –  アーサー・コニンガム (Arthur Coningham)
- 8月21日 –  ゲルト・フォン・ルントシュテット (Gerd von Rundstedt)
- 8月28日 –  アレクサンダー・パッチ (Alexander Patch)
- 9月4日 – パリの解放 (Liberation of Paris)
- 9月11日 –  リロイ・ランドル・グラマン (Leroy Randle Grumman)
- 9月18日 –  ハリー・クレラー (Harry Crerar)
- 9月25日 –  ジョン・C・H・リー (John C. H. Lee)
- 10月2日 –  ヴァン・ワイク・ブルックス (Van Wyck Brooks)
- 10月9日 –  ヨシップ・ブロズ・チトー (Josip Broz Tito)
- 10月16日 –  コートニー・ホッジス (Courtney Hodges)
- 10月23日 –  トマス・E・デューイ (Thomas E. Dewey)
- 10月30日 –  ダグラス・マッカーサー (Douglas MacArthur)
- 11月6日 –  ハリー・S・トルーマン (Harry S. Truman)
- 11月13日 –  ジョセフ・スティルウェル (Joseph Stilwell)
- 11月20日 –  エドガー・バーゲン (Edgar Bergen)
- 11月28日 –  フアン・ペロン (Juan Perón)
- 12月4日 –  オマール・ブラッドレー (Omar Bradley)
- 12月11日 –  エドワード・R・ステティニアス・ジュニア (Edward R. Stettinius, Jr.)
- 12月18日 –  宋子文 (Tse-veng Soong)
- 12月25日 –  エイヴィン・ベルグラーフ (Eivind Berggrav)

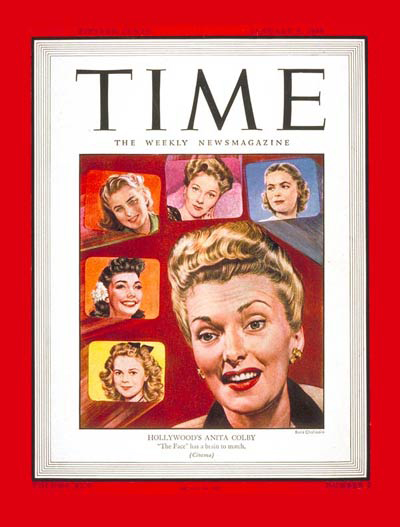
1945年1月8日付の表紙を飾ったアニタ・コルビー。

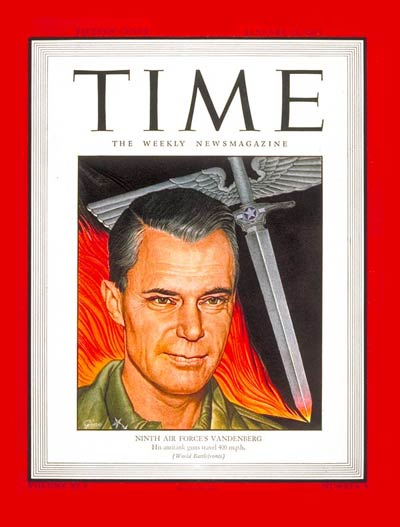
1945年1月15日付の表紙を飾ったホイト・ヴァンデンバーグ。

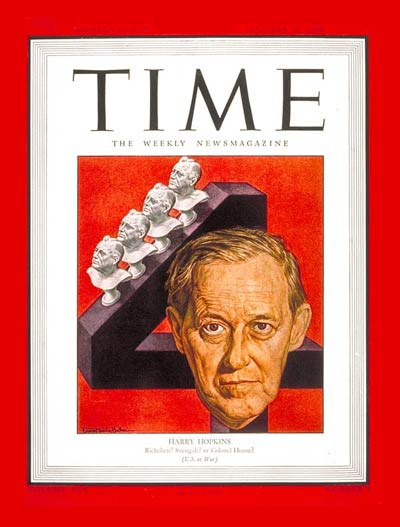
1945年1月22日付の表紙を飾ったハリー・ホプキンス。

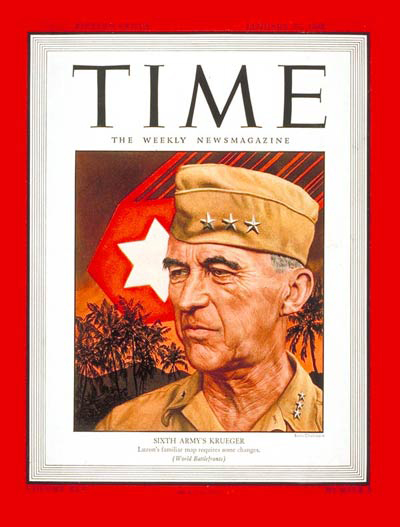
1945年1月22日付の表紙を飾ったウォルター・クルーガー。

## 1945年
- 1月1日 –  ドワイト・D・アイゼンハワー (Dwight D. Eisenhower)、マン・オブ・ザ・イヤー (Man of the Year)
- 1月8日 –  アニタ・コルビー (Anita Colby)
- 1月15日 –  ホイト・ヴァンデンバーグ (Hoyt Vandenberg)
- 1月22日 –  ハリー・ホプキンス (Harry Hopkins)
- 1月29日 –  ウォルター・クルーガー (Walter Krueger)
- 2月5日 –  ヨシフ・スターリン (Joseph Stalin)
- 2月12日 –  ハインリヒ・ヒムラー (Heinrich Himmler)
- 2月19日 –  ウィリアム・フッド・シンプソン (William Hood Simpson)
- 2月26日 –  チェスター・W・ニミッツ (Chester Nimitz)
- 3月5日 –  アブドゥルアズィーズ・アール・サウード (Abdulaziz al-Saud
- 3月12日 –  ミルドレッド・H・マカフィー (Mildred H. McAfee)
- 3月19日 –  サー・マイルス・C・デンプシー (Sir Miles C. Dempsey)
- 3月26日 –  ウルトン卿 (Lord Woolton)
- 4月2日 –  マシュー・リッジウェイ (Matthew Ridgway)
- 4月9日 –  ジョージ・S・パットン (George S. Patton)
- 4月15日 –  サイモン・ボリバー・バックナー・ジュニア (Simon Bolivar Buckner, Jr.)
- 4月23日 –  ハリー・S・トルーマン (Harry S. Truman)
- 4月30日 –  アーサー・H・ヴァンデンバーグ (Arthur H. Vandenberg)
- 5月7日 –  アドルフ・ヒトラー (Adolf Hitler)
- 5月14日 – 三巨頭 (The Big Three)（ ヨシフ・スターリン (Joseph Stalin、 ウィンストン・チャーチル (Winston Churchill)、 フランクリン・ルーズベルト (Franklin D. Roosevelt)）
- 5月21日 –  裕仁天皇（昭和天皇） (Emperor Hirohito)
- 5月28日 –  ウィリアム・D・リーヒ (William D. Leahy)
- 6月4日 –  アルバート・コアディ・ウェデマイヤー (Albert Coady Wedemeyer)
- 6月11日 –  ロバート・エヴァンス・ウッズ (Robert Evans Woods)
- 6月18日  –  ビル・モールディン (Bill Mauldin) の「ウィリー (Willie)」
- 6月25日 –  ルシアス・D・クレイ (Lucius D. Clay)
- 7月2日 –  メル・オット (Mel Ott)
- 7月9日 –  フレッド・M・ヴィンソン (Fred M. Vinson)
- 7月16日 –  ウェーヴェル卿 (Lord Wavell)
- 7月23日 –  ウィリアム・ハルゼー・ジュニア (William Halsey, Jr.)
- 7月30日 –  ウォリアム・マーティン・ジェファーズ (William Martin Jeffers)
- 8月6日 –  クレメント・アトリー (Clement Attlee)
- 8月13日 –  カーチス・ルメイ (Curtis LeMay)
- 8月20日 – 日本の降伏 (Fall of Japan)
- 8月27日 –  ダグラス・マッカーサー (Douglas MacArthur)
- 9月3日 –  蔣介石 (Chiang Kai-shek)
- 9月10日 –  ロバート・L・アイケルバーガー (Robert L. Eichelberger)
- 9月17日 –  ジェームズ・F・バーンズ (James F. Byrnes)
- 9月24日 –  アルフレッド・P・スローン (Alfred P. Sloan, Jr.)
- 10月1日 –  ダマスキノス (アテネ大主教) (Archbishop Damaskinos)
- 10月8日 –  シンクレア・ルイス (Sinclair Lewis)
- 10月15日 –  ルイス・シュウェレンバック (Lewis Schwellenbach)
- 10月22日 –  エドヴァルド・ベネシュ (Edvard Beneš)
- 10月29日 –  ジェームズ・V・フォレスタル (James V. Forrestal)
- 11月5日 –  スプルール・ブレイデン (Spruille Braden)
- 11月12日 –  グレン・デイヴィス (Glenn Davis）、ドク・ブランチャード (Doc Blanchard)
- 11月19日 –  セルゲイ・プロコフィエフ (Sergei Prokofiev)
- 11月26日 –  H・T・ウェブスター (H. T. Webster)
- 12月3日 –  ウォルター・ルーザー (Walter Reuther)
- 12月10日 – ニュルンベルク裁判 (Nuremberg Trials)
- 12月17日 –  モハメド・レザー・パフラヴィー (Mohammed Riza Pahlevi)
- 12月24日 – キリストの降誕 (The Nativity)
- 12月31日 –  ハリー・S・トルーマン (Harry S. Truman)、マン・オブ・ザ・イヤー (Man of the Year)

## 1946年
- 1月7日 –  ウィリアム・ライアン・マッケンジー・キング (William Lyon Mackenzie King)
- 1月14日 –  ロバート・E・グロス (Robert E. Gross)
- 1月21日 –  フィリップ・マレー (Philip Murray)
- 1月28日 –  クレイグ・ライス (Craig Rice)
- 2月4日 –  ヘンリー・フォード2世 (Henry Ford II)
- 2月11日 –  スタニスワフ・ミコワイチク (Stanislaw Mikolajczyk)
- 2月18日 –  アーネスト・ベヴィン (Ernest Bevin)
- 2月25日 –  スペルマン枢機卿 (Cardinal Spellman)
- 3月4日 –  チェスター・ブリス・ボウルズ (Chester Bliss Bowles)
- 3月11日 –  ダニー・ケイ (Danny Kaye)
- 3月18日 –  フランシスコ・フランコ (Francisco Franco)
- 3月25日 –  ジョージ・C・マーシャル (George C. Marshall)
- 4月1日 –  オマール・ブラッドレー (Omar Bradley)
- 4月8日 –  ローレンス・オリヴィエ (Laurence Olivier)
- 4月15日 –   アマデオ・ピーター・ジャンニーニ (Amadeo Peter Giannini)
- 4月22日 –  ムハンマド・アリー・ジンナー (Muhammad Ali Jinnah)
- 4月29日 –  グスタフ・T・キュースター (Gustav T. Kuester)
- 5月6日 –   エリザベス・アーデン (Elizabeth Arden)
- 5月13日 –  ウィルヘルミナ (オランダ女王) (Queen Wilhelmina)
- 5月20日 –  ジョン・L・ルイス (John L. Lewis)
- 5月27日 –  エドワード・H・クランプ (Edward H. Crump)
- 6月3日 –  モーリス・トレーズ (Maurice Thorez)
- 6月10日 –  チャールズ・ラックマン (Charles Luckman)
- 6月17日 –  ジョゼフ・カラン (Joseph Curran)
- 6月24日 –  マーク・W・クラーク (Mark W. Clark)
- 7月1日 –   アルベルト・アインシュタイン (Albert Einstein)
- 7月8日 –  マニュエル・A・ロハス (Manuel A. Roxas)
- 7月15日 –  ロジャー・D・ラップマン (Roger D. Lapham)
- 7月22日 –  アントニオ・サラザール (Antonio Salazar)
- 7月29日 –  ハーバート・モリソン (Herbert Morrison)
- 8月5日 –  カミリエン・フード (Camillien Houde)
- 8月12日 –  ジョージ・E・アレン (George E. Allen)
- 8月19日 –  ヴャチェスラフ・モロトフ (Vyacheslav Molotov)
- 8月26日 – エルサレム (Jerusalem)
- 9月2日 –  ポーリーン・ベッツ (Pauline Betz)
- 9月9日 –  ジョー・デービッドソン (Jo Davidson)
- 9月16日 –  ヨシップ・ブロズ・チトー (Josip Broz Tito)
- 9月23日 –  ジェイムス・ブライアント・コナント (James Bryant Conant)
- 9月30日 –  ヘンリー・A・ウォレス (Henry A. Wallace)
- 10月7日 –  ヴィクター・エマニュエル (Victor Emanuel)
- 10月14日 –  フランク・リーヒ (Frank Leahy)
- 10月21日 –  ユージン・オニール (Eugene O'Neill)
- 10月28日 –  エドワード・マーティン (Edward Martin)
- 11月4日 –  チャールズ・フランシス・アダムズ3世 (Charles Francis Adams III)
- 11月11日 –  ヘレン・トローベル (Helen Traubel)
- 11月19日 –  ジョーゼフ・ウィリアム・マーティン・ジュニア (Joseph William Martin, Jr.)
- 11月25日 –  トリグブ・リー (Trygve Lie)
- 12月2日 –  ジョージ・メッサースミス (George Messersmith)
- 12月9日 –  アンドレイ・ジダーノフ (Andrei Zhdanov)
- 12月16日 –  ジョン・L・ルイス (John L. Lewis)
- 12月23日 –  スカルノ (Sukarno)
- 12月30日 –  マリアン・アンダーソン (Marian Anderson)

## 1947年
- 1月6日 –  ジェームズ・F・バーンズ (James F. Byrnes)、マン・オブ・ザ・イヤー (Man of the Year)
- 1月13日 –  ミルトン・カニフ (Milton Caniff)
- 1月20日 –  ロバート・A・タフト (Robert A. Taft)
- 1月27日 –  ヴァッラブバーイー・パテール (Vallabhbhai Patel)
- 2月3日 –  ロバート・R・ヤング (Robert R. Young)
- 2月10日 –  デボラ・カー (Deborah Kerr)
- 2月17日 –  アルトゥール・ロジンスキ (Artur Rodziński)
- 2月24日 –  ゲオルギオス2世 (ギリシャ王) (King George II)
- 3月3日 –  ジョゼフ・H・ボール (Joseph H. Ball)
- 3月10日 –  ジョージ・C・マーシャル (George C. Marshall)
- 3月17日 –  アーノルド・J・トインビー (Arnold J. Toynbee)
- 3月24日 –  ユージン・ホルマン (Eugene Holman)
- 3月31日 –  エリザベス王女（後のエリザベス2世） (Princess Elizabeth)
- 4月7日 –  フレッド・アレン (Fred Allen)
- 4月14日 –  レオ・ドローチャー (Leo Durocher)
- 4月21日 –  ウィリアム・A・パターソン (William A. Patterson)
- 4月28日 –  ミゲル・アレマン (Miguel Alemán)
- 5月5日 –  パルミーロ・トリアッティ (Palmiro Togliatti)
- 5月12日 –  アーサー・ヴァンデンバーグ (Arthur H. Vandenberg)
- 5月19日 –  J・アーサー・ランク (J. Arthur Rank)
- 5月26日 –  陳立夫 (Chen Li-Fu)
- 6月2日 –  ビリー・ローズ (Billy Rose)
- 6月9日 –  ロバート・マコーミック (Robert McCormick)
- 6月16日 –  アーネスト・グリューニング (Ernest Gruening)
- 6月23日 –  ドワイト・D・アイゼンハワー (Dwight D. Eisenhower)
- 6月30日 –  モーハンダース・ガンディー (Mohandas Gandhi)
- 7月7日 –  パーリン・パーキンス (Marlin Perkins)
- 7月14日 –  エバ・ペロン (Eva Perón)
- 7月21日 –  ジョージ・アルバート・スミス (George Albert Smith)
- 7月28日 –  ヘッダ・ホッパー (Hedda Hopper)
- 8月4日 –  デビッド・リリエンソール (David Lilienthal)
- 8月11日 –  イリングワース太尉 (Captain Illingworth)
- 8月18日 –  アンドレイ・グロムイコ (Andrei Gromyko)
- 8月25日 –  ハロルド・スタッセン (Harold Stassen)
- 9月1日 –  ジェイク・クレーマー (Jake Kramer)
- 9月8日 –  C・S・ルイス (C.S. Lewis)
- 9月15日 –  ソフィー・ギンベル (Sophie Gimbel)
- 9月22日 –  ジャッキー・ロビンソン (Jackie Robinson)
- 9月29日 –  アンドレイ・ヴィシンスキー (Andrei Vishinsky)
- 10月6日 –  ロバート・ ゴードン・スプロール (Robert Gordon Sproul)
- 10月13日 –  ウィリアム・グリーン (William Green)
- 10月20日 –  オスカー・ハマースタイン2世 (Oscar Hammerstein II)
- 10月27日 – インド (India)
- 11月3日 –  ロバート・A・チャプウィス (Robert A. Chappuis)
- 11月10日 –  サー・スタッフォード・クリップス (Sir Stafford Cripps)
- 11月17日 –  シャルル・ド・ゴール (Charles de Gaulle)
- 11月24日 –  ドレセップス・ストーリー・モリソン (deLesseps S. Morrison)
- 12月1日 –  ルイス・ダグラス (Lewis Douglas)
- 12月8日 –  レベッカ・ウェスト (Rebecca West)
- 12月15日 –  ロバート・J・クレバーグ・ジュニア (Robert J. Kleberg, Jr.)
- 12月22日 –  ジョゼフ・ライダー・ファーリントン (Joseph Farrington)
- 12月29日 – 聖母子像 (Madonna and Child)

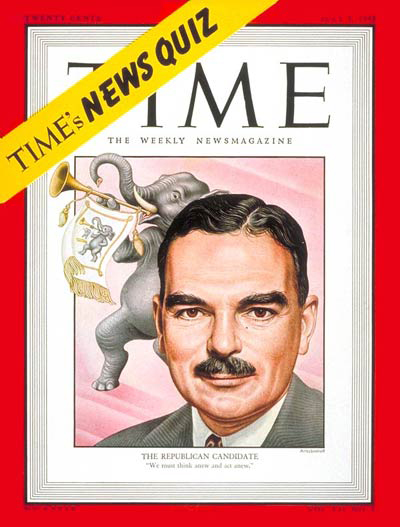
1948年7月5日付の表紙を飾ったトマス・E・デューイ。

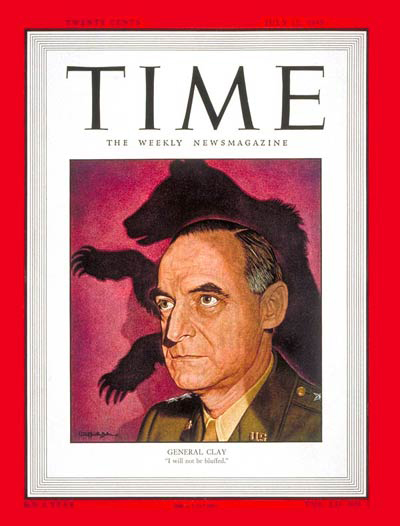
1948年7月12日付の表紙を飾ったルシアス・D・クレイ。

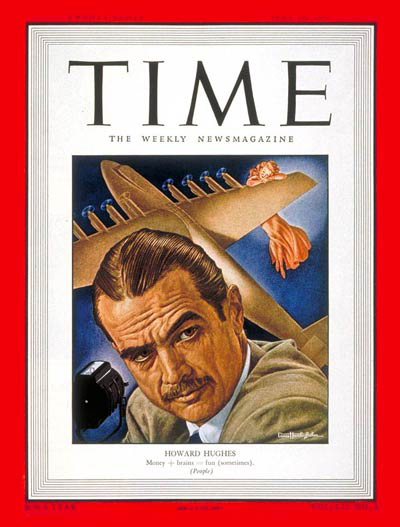
1948年7月19日付の表紙を飾ったハワード・ヒューズ。

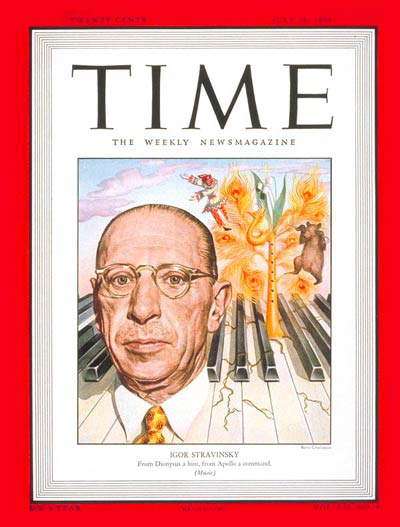
1948年7月26日付の表紙を飾ったイーゴリ・ストラヴィンスキー。

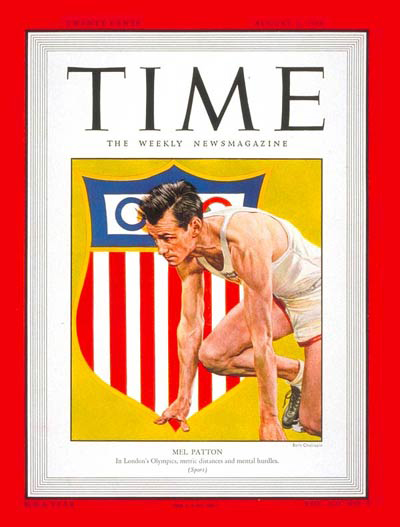
1948年8月2日付の表紙を飾ったメル・パットン。

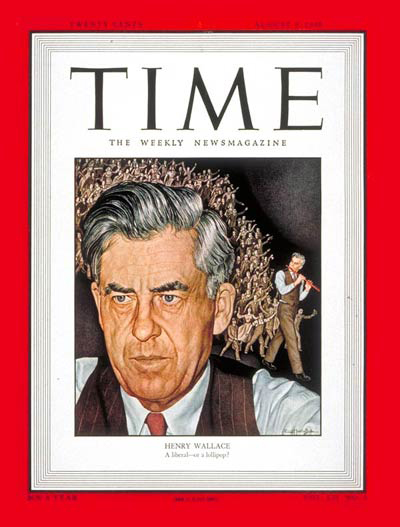
1948年8月9日付の表紙を飾ったヘンリー・A・ウォレス。

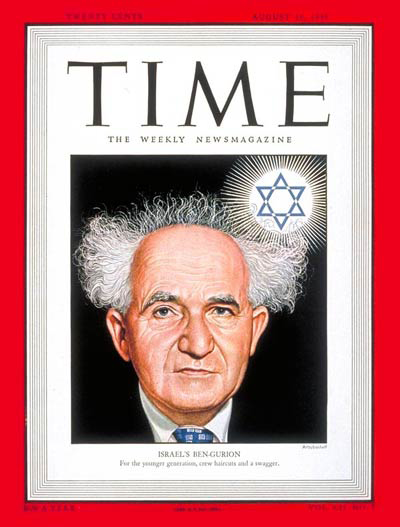
1948年8月16日付の表紙を飾ったダヴィド・ベン＝グリオン。

## 1948年
- 1月5日 –  ジョージ・C・マーシャル (George C. Marshall)、マン・オブ・ザ・イヤー (Man of the Year)
- 1月12日 –  グレゴリー・ペック (Gregory Peck)
- 1月19日 –  W・スチュアート・サイミントン (W. Stuart Symington)
- 1月26日 –  ジェームズ・シーザー・ペトリーリョ (James Caesar Petrillo)
- 2月2日 –  バーバラ・アン・スコット (Barbara Ann Scott)
- 2月9日 –  エドウィン・P・ハッブル (Edwin P. Hubble)
- 2月16日 –  ベンジャミン・ブリテン (Benjamin Britten)
- 2月23日 –  カール・マルクス (Karl Marx)
- 3月1日 –   ロベール・シューマン (Robert Schuman)
- 3月8日 –  ラインホルド・ニーバー (Reinhold Niebuhr)
- 3月15日 –  クラーク・クリフォード (Clark Clifford)
- 3月22日 –  ラヴレンチー・ベリヤ (Lavrenty Beria)
- 3月29日 –  ロバート・A・ラヴェット (Robert A. Lovett)
- 4月5日 –  マルコス・ヴァフェイアディス (Markos Vafiades)
- 4月12日 –  ロイ・A・ロバーツ (Roy A. Roberts)
- 4月19日 –  アルチーデ・デ・ガスペリ (Alcide de Gasperi)
- 4月26日 –  アルトゥーロ・トスカニーニ (Arturo Toscanini)
- 5月3日 –  ジョージ・ギャラップ (George Gallup)
- 5月10日 –  ポール＝アンリ・スパーク (Paul-Henri Spaak)
- 5月17日 –  エディ・アーキャロ (Eddie Arcaro)
- 5月24日 –  アブドゥッラー1世 (Abdullah I
- 5月31日 –  オーガスタス・E・ジョン (Augustus E. John)
- 6月7日 –  ウィリアム・オドワイヤー (William O'Dwyer)
- 6月14日 – ウォール街のブル（雄牛）(Wall Street Bull)
- 6月21日 –  ジェームズ・H・ダフ (James H. Duff)
- 6月28日 –  ジーン・シモンズ (Jean Simmons)
- 7月5日 –  トマス・E・デューイ (Thomas E. Dewey)
- 7月12日 –  ルシアス・D・クレイ (Lucius D. Clay)
- 7月19日 –  ハワード・ヒューズ (Howard Hughes)
- 7月26日 –  イーゴリ・ストラヴィンスキー (Igor Stravinsky)
- 8月2日 –  メル・パットン (Mel Patton)
- 8月9日 –  ヘンリー・A・ウォレス (Henry Wallace)
- 8月16日 –  ダヴィド・ベン＝グリオン (David Ben-Gurion)
- 8月23日 –  ベティ・グレイブル (Betty Grable)
- 8月30日 –  アール・ロング (Earl Long)
- 9月8日 –  ユリアナ (オランダ女王) (Juliana)
- 9月13日 –  ガーフィールド・ブロムリー・オクスナム (Garfield Bromley Oxnam)
- 9月20日 –  アナ・パウケル (Ana Pauker)
- 9月27日 –  アール・ウォーレン (Earl Warren)
- 10月4日 –  ジョー・ディマジオ (Joe DiMaggio)
- 10月11日 –  J・ストロム・サーモンド (J. Strom Thurmond)
- 10月18日 –  ダグラス・フリーマン (Douglas Freeman)
- 10月25日 –  ウィリアム・C・マニンガー (William C. Menninger)
- 11月1日 –  合衆国大統領選挙 (Election, U.S.A)
- 11月8日 –  ロバート・オッペンハイマー (Robert Oppenheimer)
- 11月15日 –  アナスタシオ・ソモサ (Anastasio Somoza)
- 11月22日 –  タルラー・バンクヘッド (Tallulah Bankhead)
- 11月29日 –  デイヴ・ベック (Dave Beck)
- 12月6日 –  蔣介石 (Chiang Kai-shek)
- 12月13日 –  ドリュー・ピアソン (Drew Pearson)
- 12月20日 –   オリヴィア・デ・ハヴィランド (Olivia de Havilland)
- 12月27日 – クリスマス・イヴ (Christmas Eve)

## 1949年
- 1月3日 –  ハリー・S・トルーマン (Harry S. Truman)、マン・オブ・ザ・イヤー (Man of the Year)
- 1月10日 –  ベン・ホーガン (Ben Hogan)
- 1月17日 –  ヒューバート・ハンフリー (Hubert Humphrey)
- 1月24日 –  チャールズ・アーウィン・ウィルソン (Charles E. Wilson)
- 1月31日 –  コール・ポーター (Cole Porter)
- 2月7日 –  毛沢東 (Mao Zedong)
- 2月14日 –  ミンツェンティ・ヨージェフ (József Mindszenty)
- 2月21日 –  ルイ・アームストロング (Louis Armstrong)
- 2月28日 –  ディーン・アチソン (Dean Acheson)
- 3月7日 –  ジョン・P・マーカンド (John P. Marquand)
- 3月14日 –  パール・メスタ (Perle Mesta)
- 3月21日 –  アナイリン・ベヴァン (Aneurin Bevan)
- 3月28日 –  ファン・トリップ (Juan Trippe)
- 4月4日 –  ディエゴ・リベラ (Diego Rivera)
- 4月11日 –  ポール・グレイ・ホフマン (Paul G. Hoffman)
- 4月18日 –  チャック・イェーガー (Chuck Yeager)
- 4月25日 –  ユージン・デニス (Eugene Dennis)
- 5月2日 –  ルイス・ムニョス・マリン (Luis Muñoz Marín)
- 5月9日 –  ダグラス・マッカーサー (Douglas MacArthur)
- 5月16日 –  ミルトン・バール (Milton Berle)
- 5月23日 –  ジェームズ・ヴァン・フリート (James Van Fleet)
- 5月30日 –  ベン・A・ジョーンズ (Ben A. Jones)
- 6月6日 –  ルイス・A・ジョンソン (Louis A. Johnson)
- 6月13日 –  マーガレット王女 (Princess Margaret)
- 6月20日 –  ジョン・J・マクロイ (John Jay McCloy)
- 6月27日 –  コーネリアス・P・ローズ (Cornelius P. Rhoads)
- 7月7日 –  フレッチャー・ボウロン (Fletcher Bowron)
- 7月11日 –  アルベルト・シュヴァイツァー (Albert Schweitzer)
- 7月18日 –  レオポルド3世 (ベルギー王) (King Leopold III) と   レティ公爵夫人 (Princess de Rethy)
- 7月25日 –  ハロルド・ロイド (Harold Lloyd)
- 8月1日 –  ド・タシニー将軍 (General de Tassigny)
- 8月8日 –  J・エドガー・フーヴァー (J. Edgar Hoover)
- 8月15日 –   リチャード・ノイトラ (Richard Neutra)
- 8月22日 –   エリザベス・テイラー (Elizabeth Taylor)
- 8月29日 –  デイヴィッド・ドゥビンスキー (David Dubinsky)
- 9月5日 –   スタン・ミュージアル (Stan Musial)
- 9月12日 –  ルイ・サン・ローラン (Louis St. Laurent)
- 9月19日 –  リサ・フォンサグリーヴス (Lisa Fonssagrives)
- 9月26日 –  サー・オリヴァー・フランクス (Sir Oliver Franks)
- 10月3日 –  リチャード・K・メロン (Richard K. Mellon)
- 10月10日 –  マーガレット・クラップ (Margaret Clapp)
- 10月17日 –  ジャワハルラール・ネルー (Jawaharlal Nehru)
- 10月24日 –  ハロルド・メディナ (Harold Medina)
- 10月31日 –   レイモンド・ローウィ (Raymond Loewy)
- 11月7日 –   セルマン・ワクスマン (Selman Waksman)
- 11月14日 –  マーゴ・フォンテイン (Margot Fonteyn)
- 11月21日 –  ロバート・M・ハッチンス (Robert M. Hutchins)
- 11月28日 –   フランク・コステロ (Frank Costello)
- 12月5日 –  コンラート・アデナウアー (Konrad Adenauer)
- 12月12日 –  コンラッド・N・ヒルトン (Conrad N. Hilton)
- 12月19日 –  シャルル・ミュンシュ (Charles Munch)
- 12月26日 –  アーネスト・I・パグマイア (Ernest I. Pugmire)